# احمدالله موحد
احمدالله موحد (زاده ۱۳۵۰ ولسوالی وایگل - ولایت نورستان) سیاستمدار افغانستانی و نماینده مردم ولایت نورستان در دوره شانزدهم مجلس نمایندگان است. وی در مجلس شانزدهم نمایندگان افغانستان عضو کمیسیون مصونیت، حقوق و امتیازات اعضای ولسی جرگه می‌باشد.

## زندگی‌نامه
احمدالله موحد زاده ۱۳۵۰ از ولسوالی وایگل ولایت نورستان است. وی تحصیلات متوسطه خود را در لیسه/دبیرستان ابن سینا در پیشاور پاکستان و تعلیمات دینی خود را از دانشگاه جمعیت اسلامی پاکستان در سال ۱۳۷۴ به اتمام رسانید.

## دیگر فعالیت‌ها
دیگر فعالیت‌های وی:
- معلم در لیسه ابن سینا (۱۳۷۵-۱۳۷۷).
- مسئول مرکز تعلیمی بلژیک در نورستان (۱۳۷۷-۱۳۷۸).
- کارمند NGO سوئیسی (۱۳۸۰).
- مسئول بخش معارف سازمان یونیسف در نورستان (۱۳۸۳).
- کارمند موسسه مدیرا و افغان – جرمن (۱۳۸۷).
- ریاست شرکت ساختمانی بنام مهر.